# Stade international de Jakarta
Le stade international de Jakarta (nom original : Stadion Internasional Jakarta) est un stade de football à toit rétractable situé à Tanjung Priok à Jakarta en Indonésie. Le stade a une capacité de 82 000 spectateurs, ce qui en fait le plus grand stade d'Indonésie et le plus grand stade de football d'Asie.

## Évènement sportif
Du 10 novembre au 2 décembre 2023, il accueille 16 rencontres de la Coupe du monde de football des moins de 17 ans.